# 真岡駅
真岡駅（もおかえき）は、栃木県真岡市台町にある真岡鐵道真岡線の駅である。

## 歴史
1912年（明治45年）4月1日に、下館 - 真岡間の官設鉄道真岡軽便線が開業し、真岡駅が開設された。翌年1913年（大正2年）7月11日に、真岡軽便線は真岡駅から七井駅まで延伸された。
開業時より貨物取扱も行う一般駅であったが、1982年（昭和57年）11月1日に貨物の取り扱いを廃止して旅客駅となり、1984年（昭和59年）2月1日には荷物の扱いを廃止した。
1987年（昭和62年）4月1日に、日本国有鉄道（国鉄）が分割民営化され、東日本旅客鉄道（JR東日本）の駅となった。翌年1988年（昭和63年）4月11日に、JR東日本真岡線は第三セクター真岡鐵道になった。同時に駅名の平仮名表記を「もうか」から「もおか」に変更した。
1996年（平成8年）3月22日に、転車台を設置した。翌年1997年（平成9年）3月30日に、SLの形の新駅舎が完成し、供用開始された。同年、関東の駅百選に選出された。選定理由は「地域の核として期待される巨大な蒸気機関車の複合施設の駅」である。
真岡市では、2012年現在井頭公園で展示されていた9600形49671号機を駅東口に移設展示し、廃車車両も外観整備をした上で移動させ真岡駅全体をSLミュージアムとして新たな観光名所を計画。2012年7月には、展示車両のひとつであるスハフ44 25が駅構内へ搬入。2013年（平成25年）4月28日に、SLキューロク館が開館した。

## 駅構造
2面3線のホームに、下館方に切欠きホーム（旧貨物ホーム）1線を併設した地上駅である。駅舎は真岡駅子ども広場、真岡鐵道の本社、真岡駅前交番などが併設された複合施設となっている。
改札口を有し、出札窓口・自動券売機を備えるが、「SLもおか」以外の営業列車は車内で運賃収受するため、ここでの改札・集札は行わない。東口と西口を結ぶペデストリアンデッキ（東西自由通路・自転車対応）が設けられている。この自由通路は跨線橋とつながっており、改札を通らずに直接ホームに行くことができる。
構内にある車両基地は旧・国鉄時代、水戸機関区真岡支区（略号：水モウ）であり、1970年ごろにはキハ17が7両、キハ11が5両、キハ25が6両配属されていた。また、水戸機関区のDD13形（1969年2月まではC12形）が夜間駐泊していた。
切欠きホーム（元貨物ホーム）や構内の側線には、部品取り用車両や国鉄時代に真岡線で使用されていた機関車・気動車などが複数留置されている。

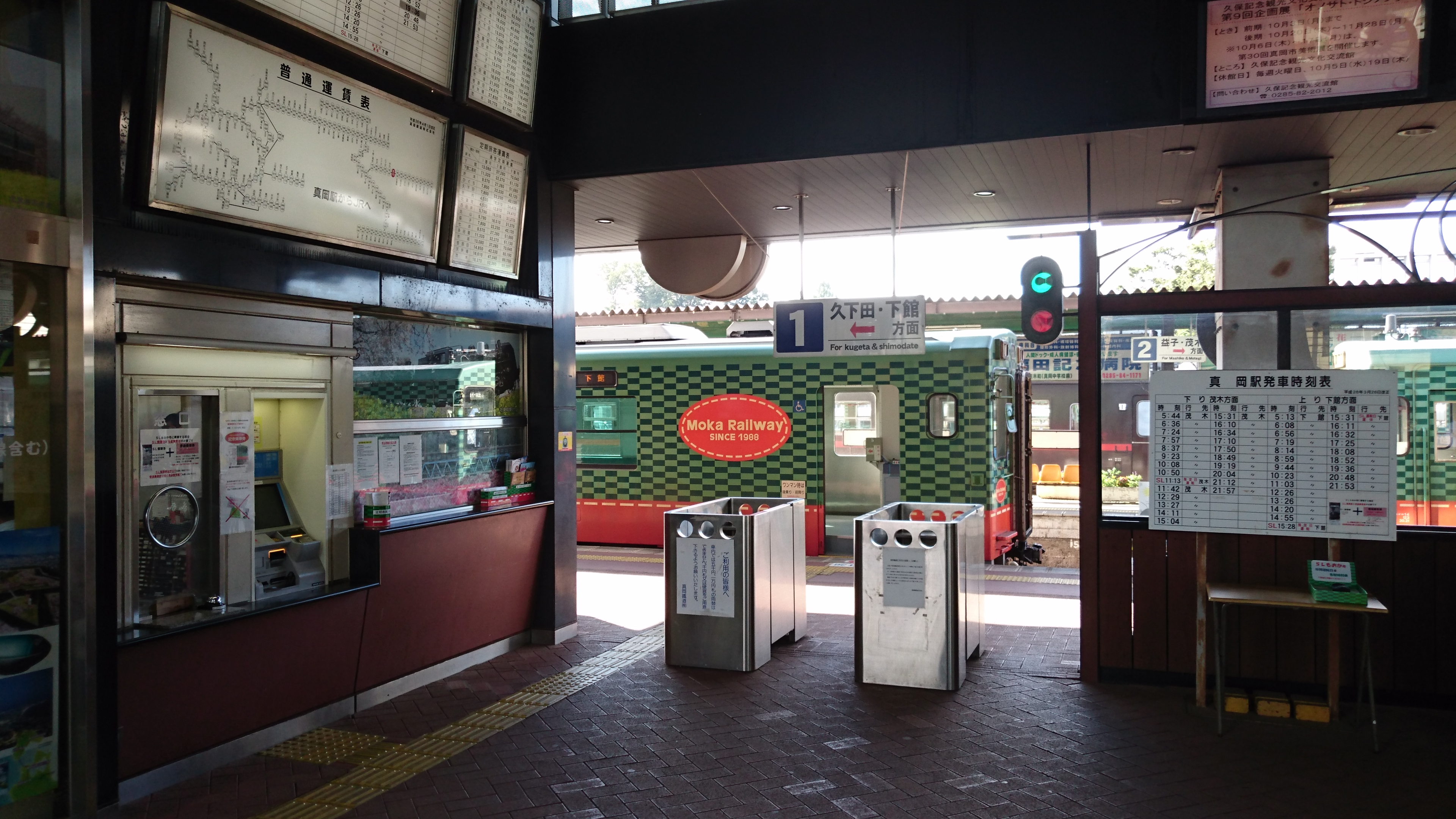
改札口（2016年10月）
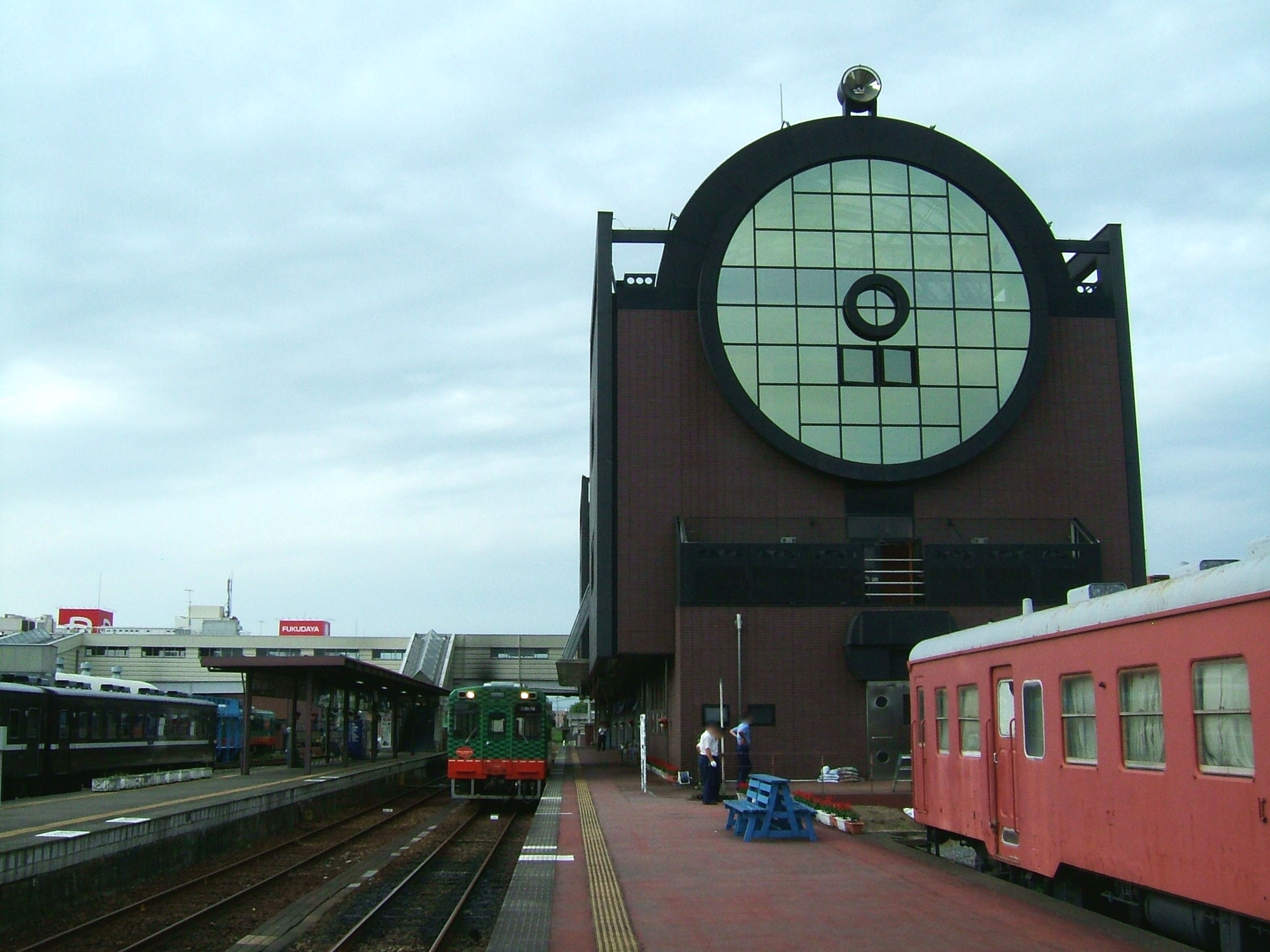
ホーム（2008年7月）

## 利用状況
2019年度の一日平均乗車人員は400人である。真岡鐵道の駅では最も多い。
近年の一日平均乗車人員の推移は下記の通り。
| 乗車人員推移 | 乗車人員推移    |
| 年度         | 1日平均乗車人員 |
| ------------ | --------------- |
| 2007         | 620             |
| 2008         | 589             |
| 2009         | 515             |
| 2010         | 527             |
| 2011         | 499             |
| 2012         | 516             |
| 2013         | 504             |
| 2014         | 450             |
| 2015         | 491             |
| 2016         | 464             |
| 2017         | 442             |
| 2018         | 482             |
| 2019         | 400             |

## SLキューロク館

### 概要
SLキューロク館は栃木県井頭公園にて展示されていた国鉄9600形蒸気機関車49671号が真岡駅に移設されるのを期に格納庫、展示線、売店などを整備し展示館として2013年4月28日に開館したものである。

### 9600形49671
国鉄9600形蒸気機関車の472番目の製造車であり、北海道型切詰除煙版や右運転台といった特徴を持つ。ただし除煙板は現役時は付けられた記録はなく、井頭公園への保存時に取り付けられたとされている（キューロク館開館10周年を記念して2023年4月に現役時代の姿とするため除煙板を撤去し前端部に大型の手すりを取り付け。当初は約半年の期間限定だったが好評のため当面延長とされた）。また、右運転台の理由として「青函連絡船有川桟橋が急な右カーブであり視認性向上のため」と館内の案内板にあるものの、有川桟橋は急な左カーブであり食い違いがある。
現在は圧縮空気にて自走可能であり、体験乗車が可能である。

### その他展示車
- 国鉄D51形蒸気機関車：D51146号機 - 圧縮空気にて自走可[13]
- 国鉄ヨ8000形貨車
  - ヨ8593 - 体験乗車用
  - ヨ8016
- 国鉄スハ44系客車：スハフ4425
- 国鉄キハ20系気動車：キハ20247
- ト1形無蓋貨物車
- ワ11形木造有蓋貨物車：ワ12号
- ワフ15形貨物緩急車：ワフ16号
- 国鉄DE10形ディーゼル機関車：DE101014（部品取り用として購入[13]）

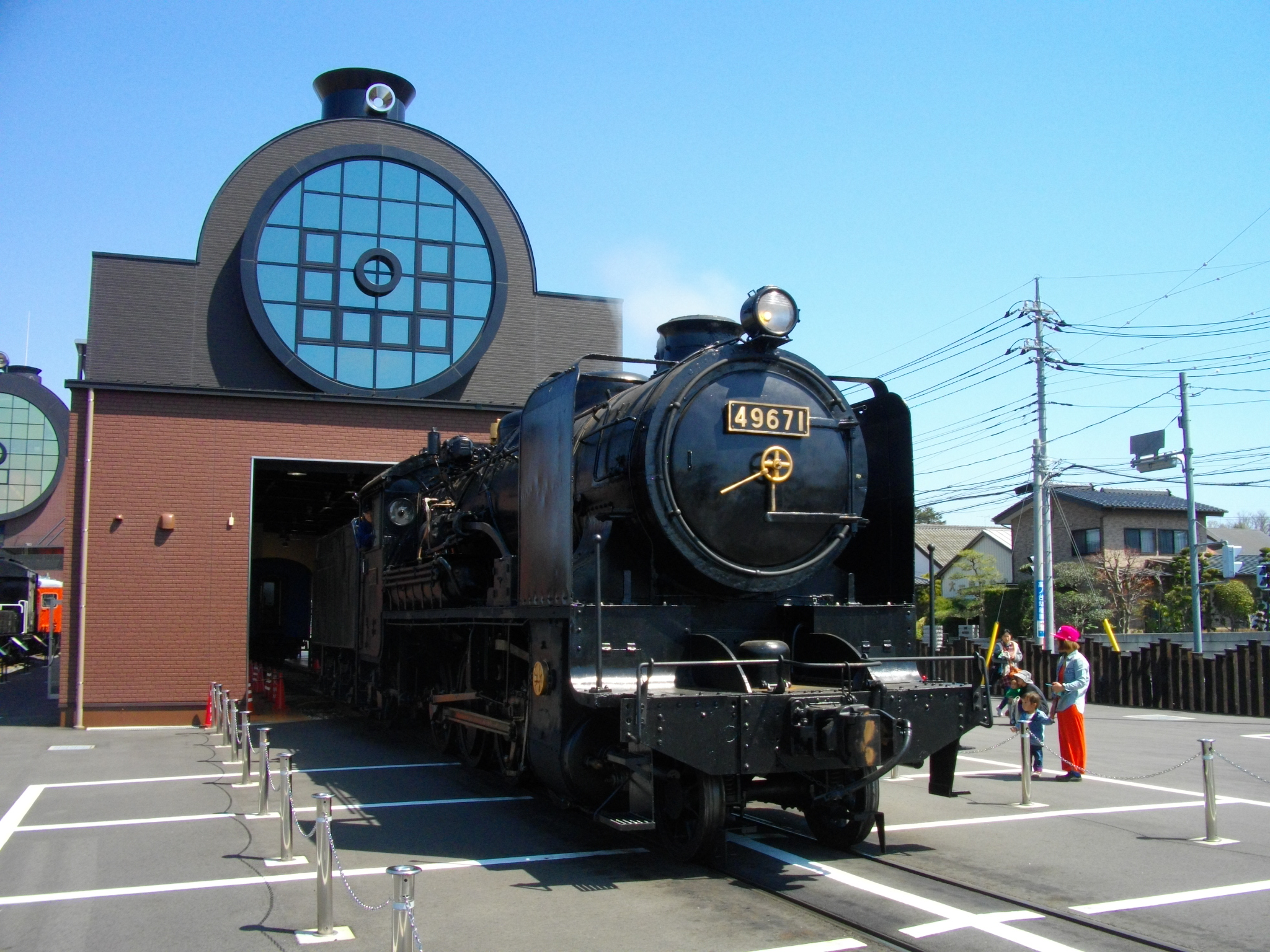
SLキューロク館と9600形49671号機
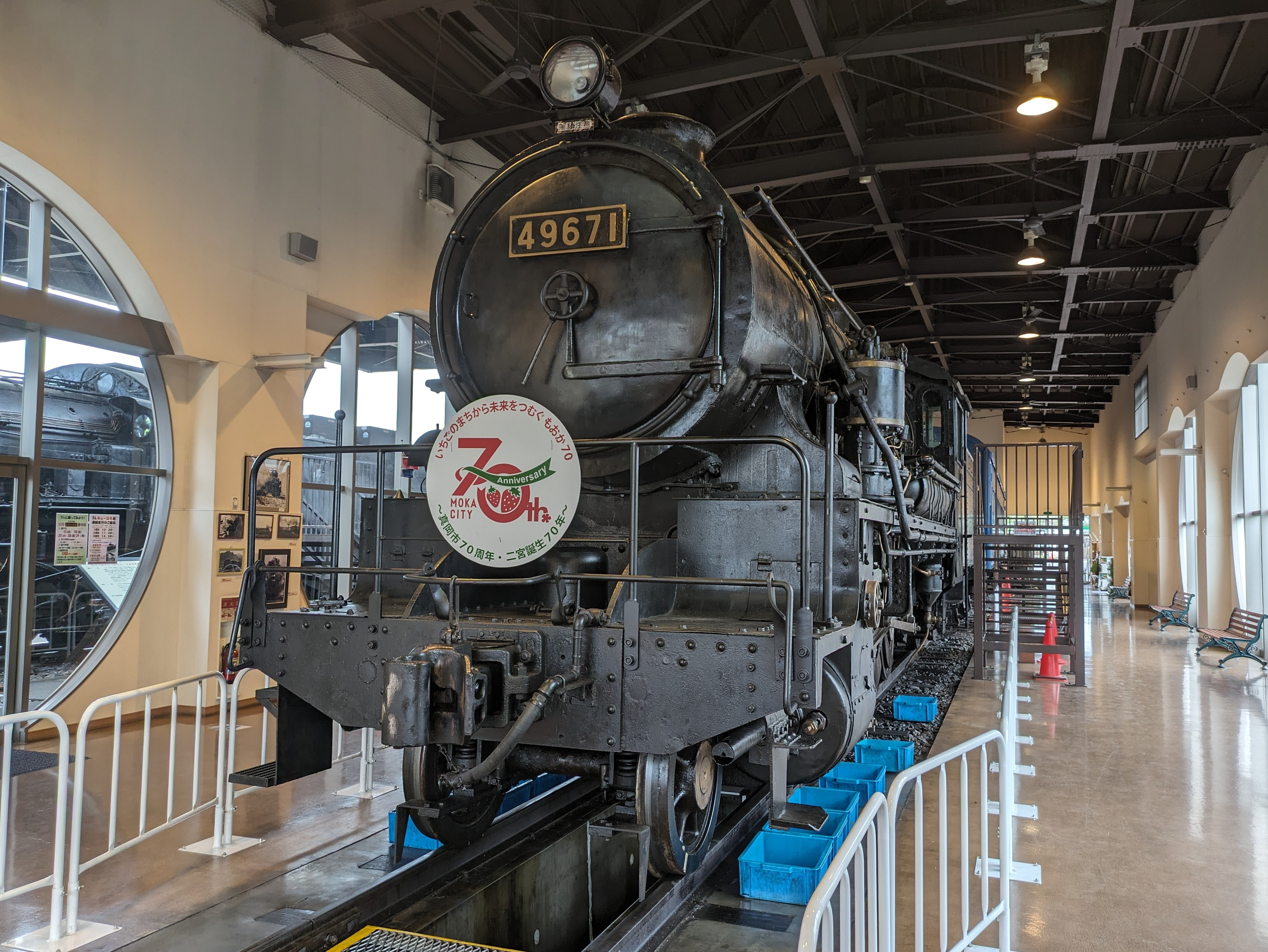
9600形49671号機（除煙板を撤去し前端の手すりを取り付けた姿）
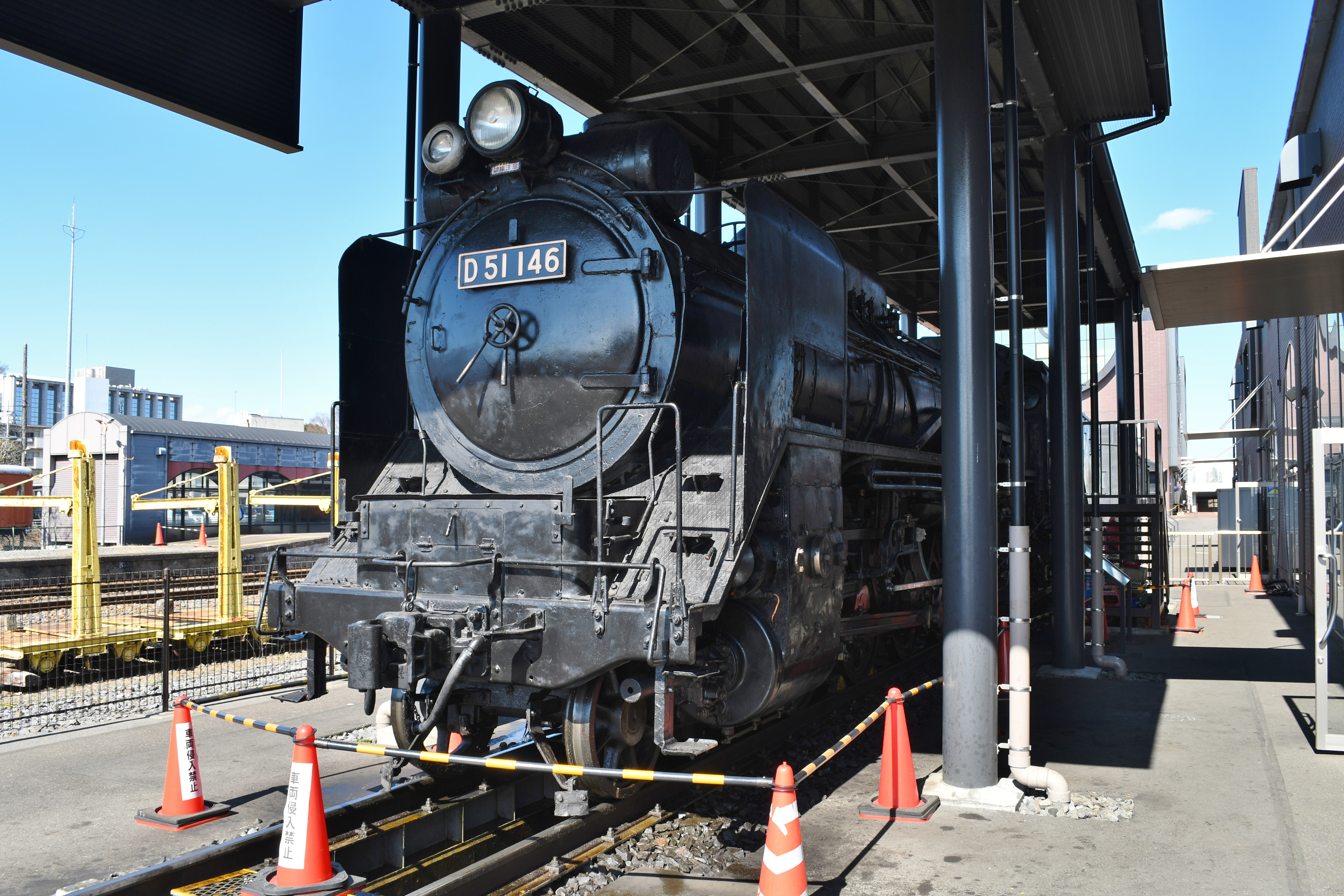
D51146号機
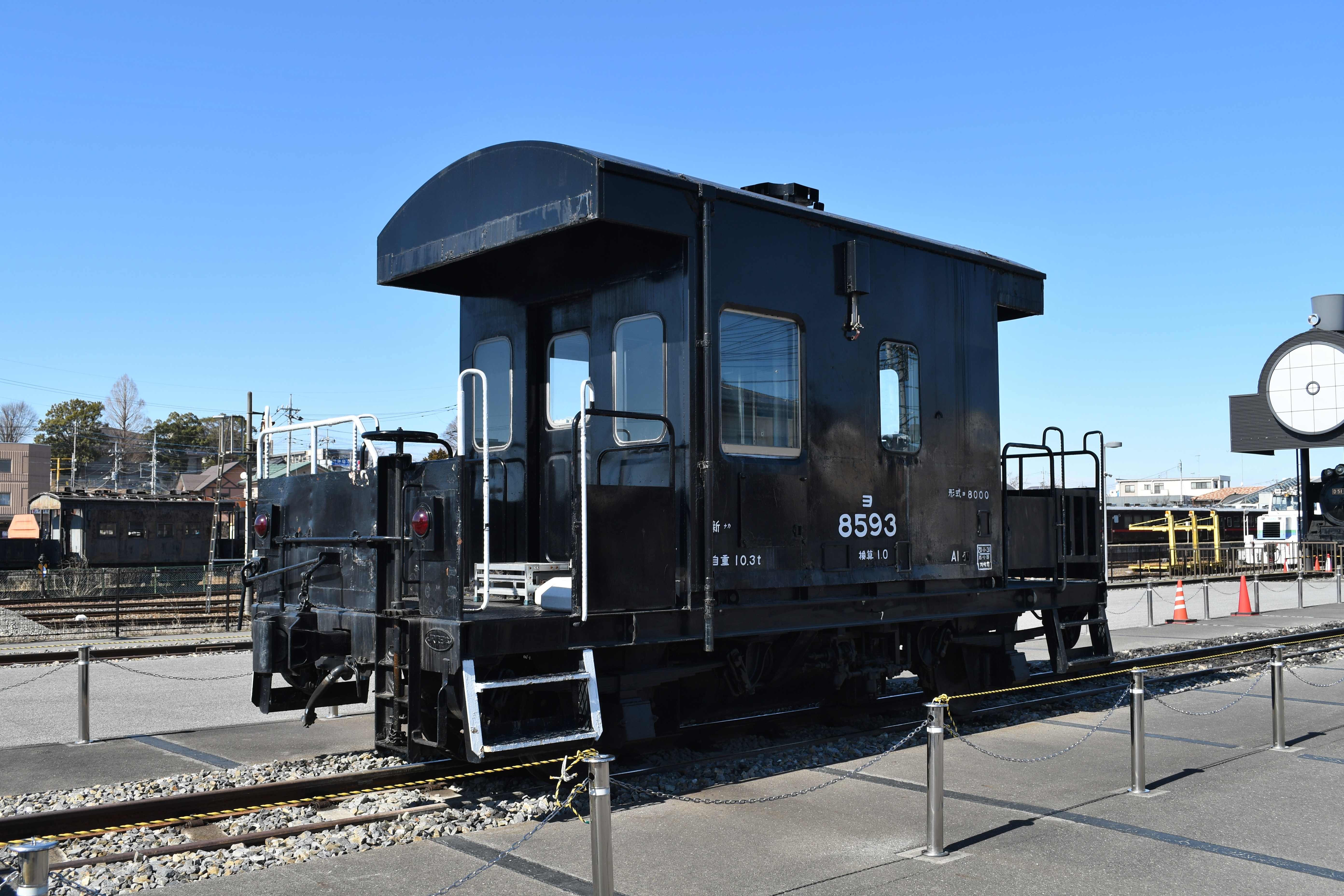
ヨ8593
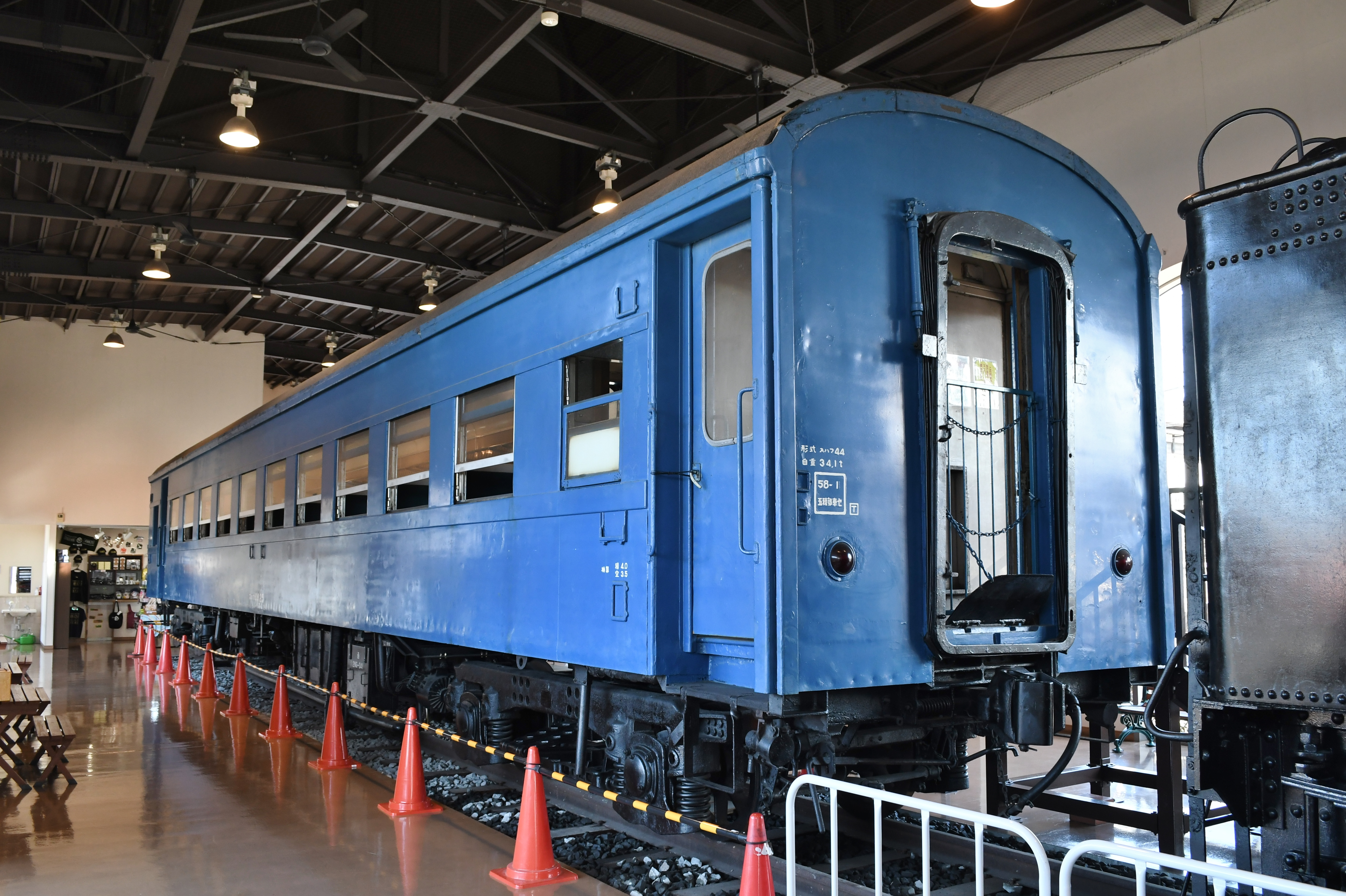
スハフ4425
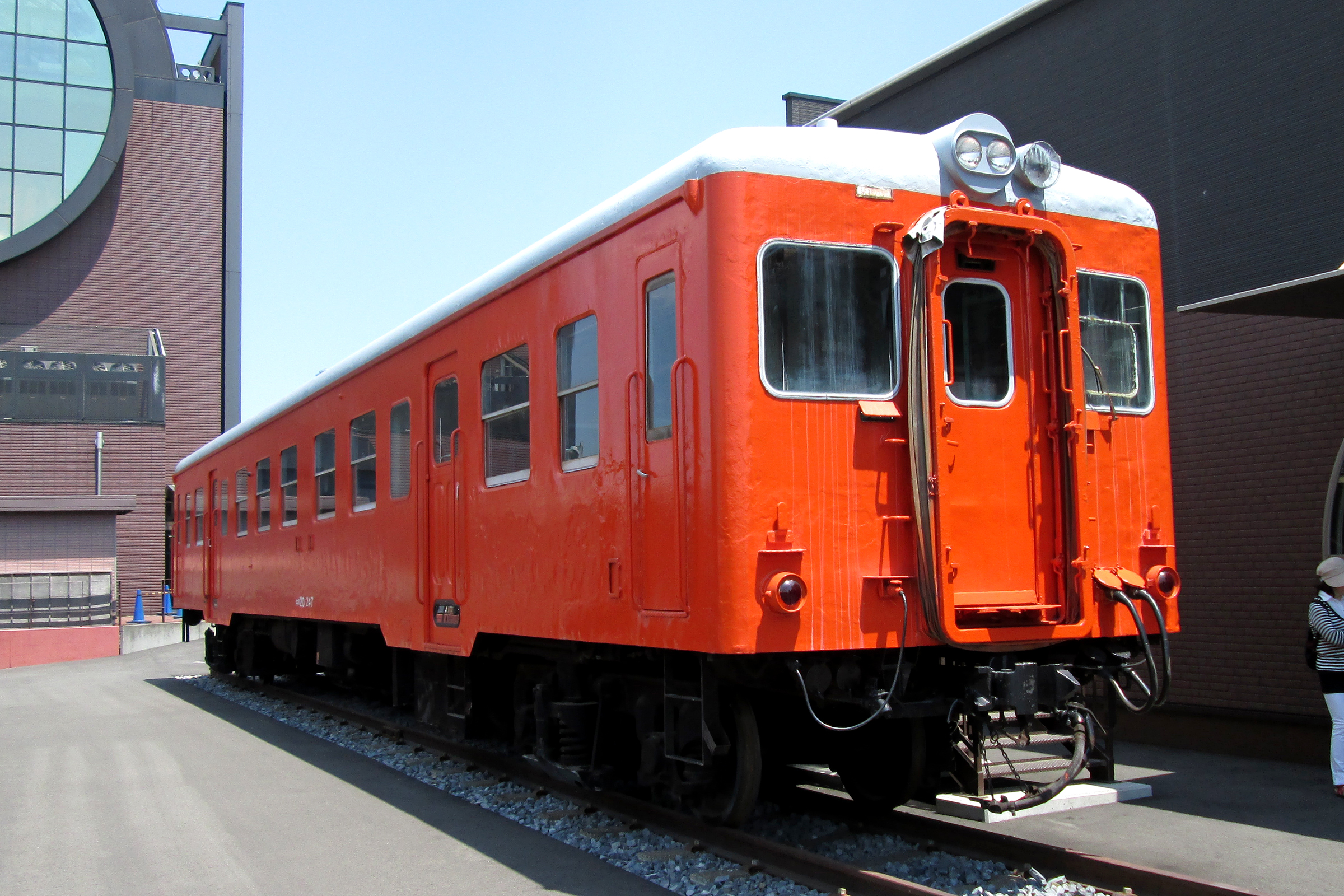
キハ20247
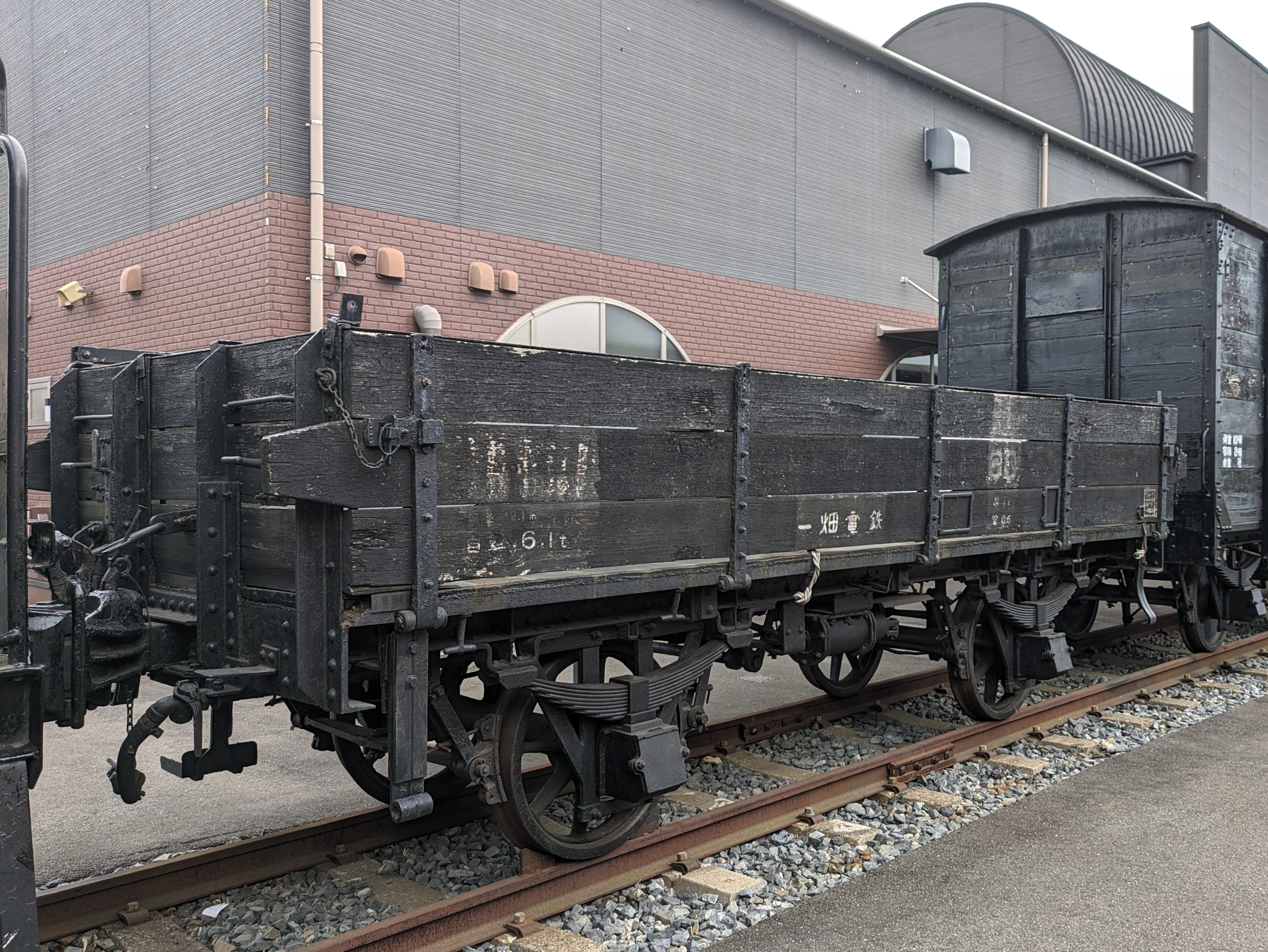
ト1形無蓋貨物車
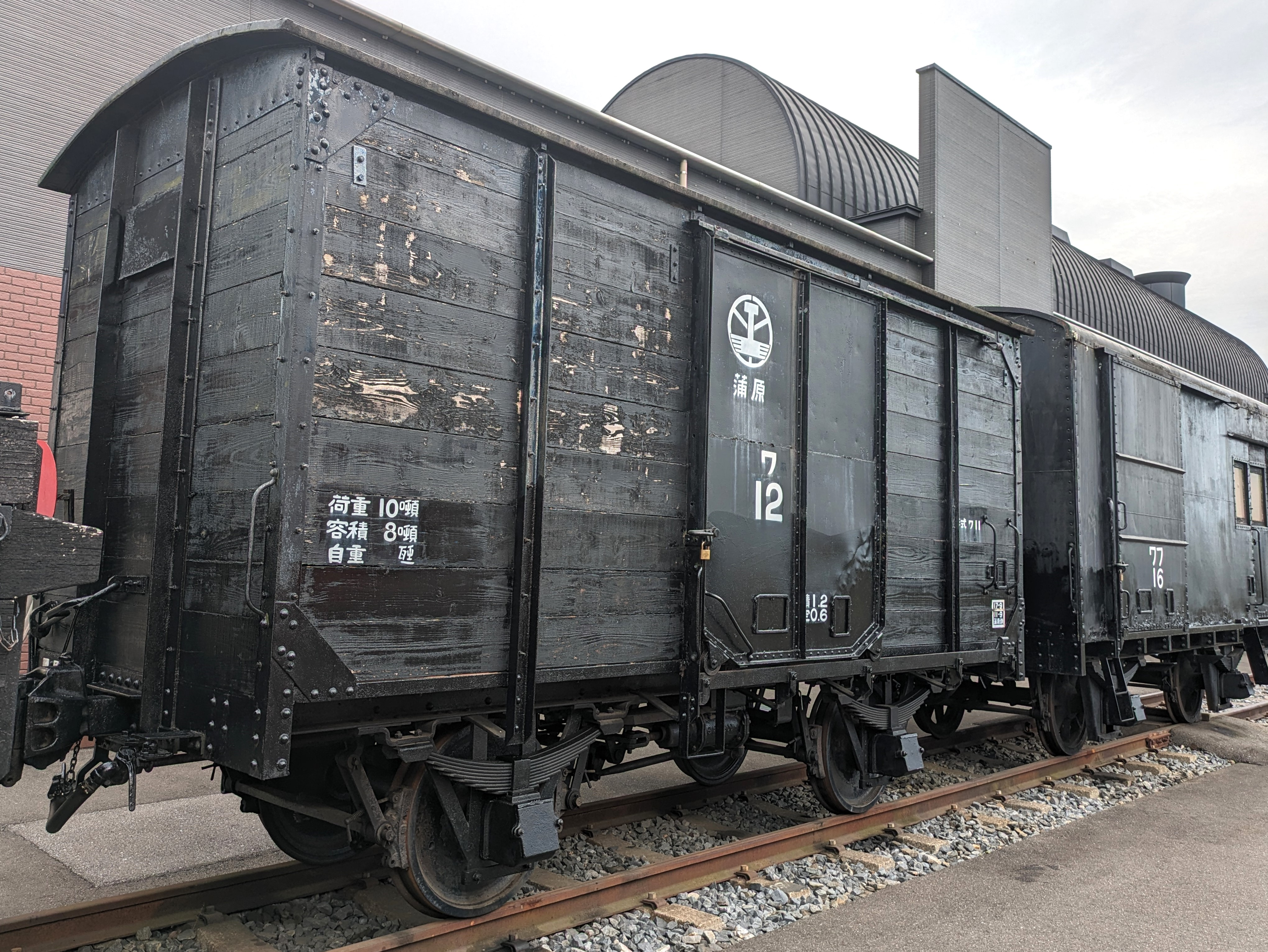
ワ11形木造有蓋貨物車
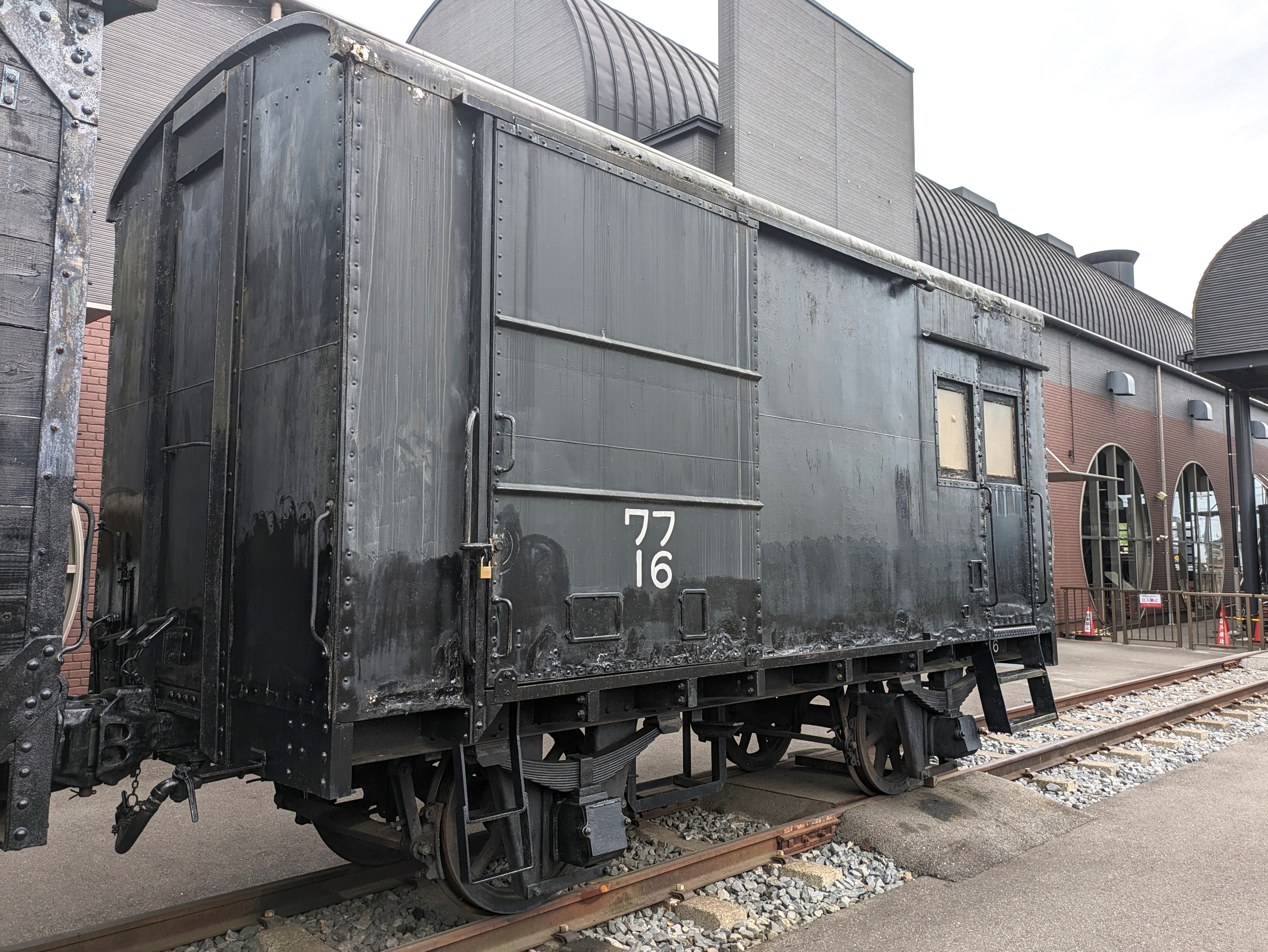
ワフ15形貨物緩急車
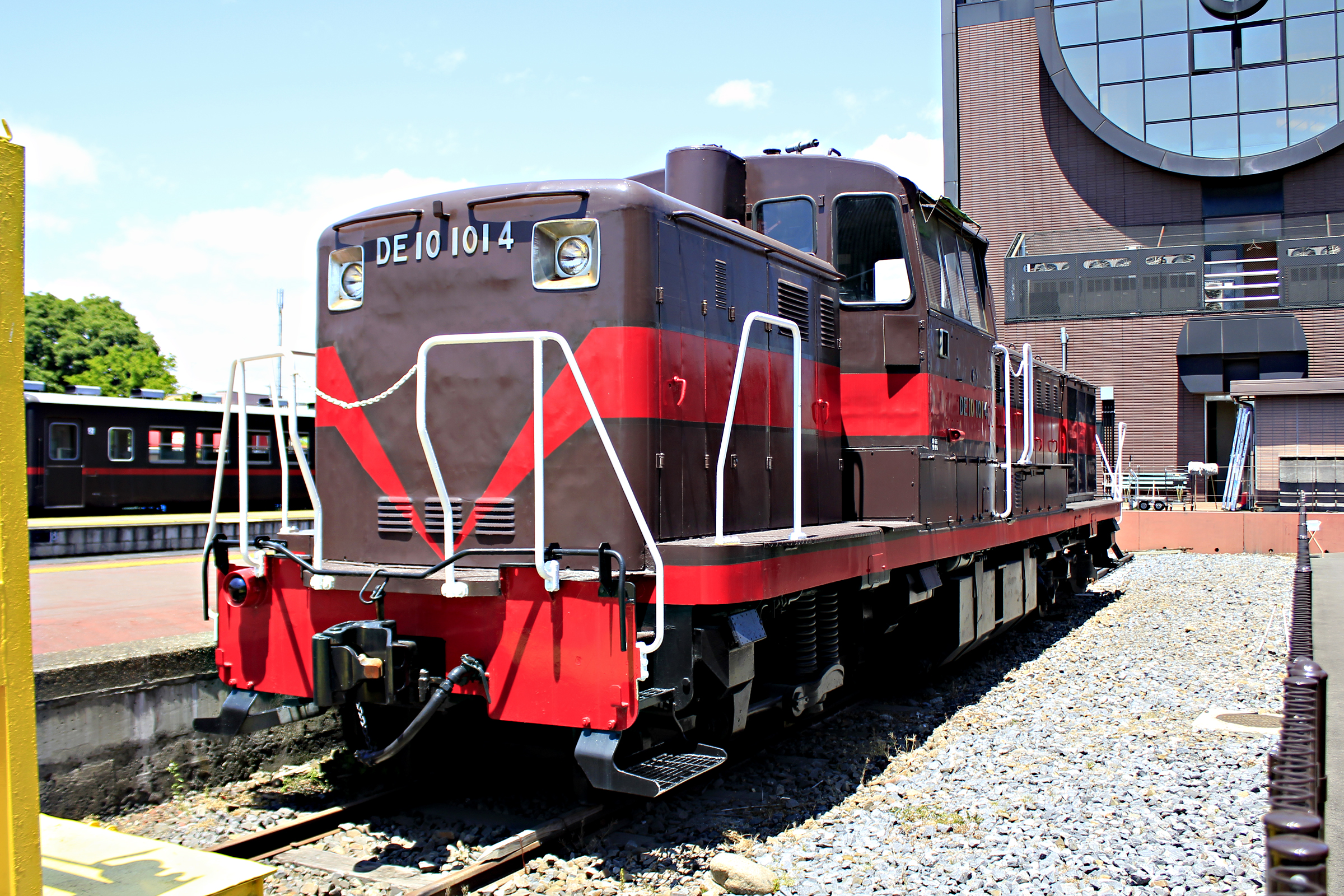
DE101014

## 真岡駅まるごとミュージアム

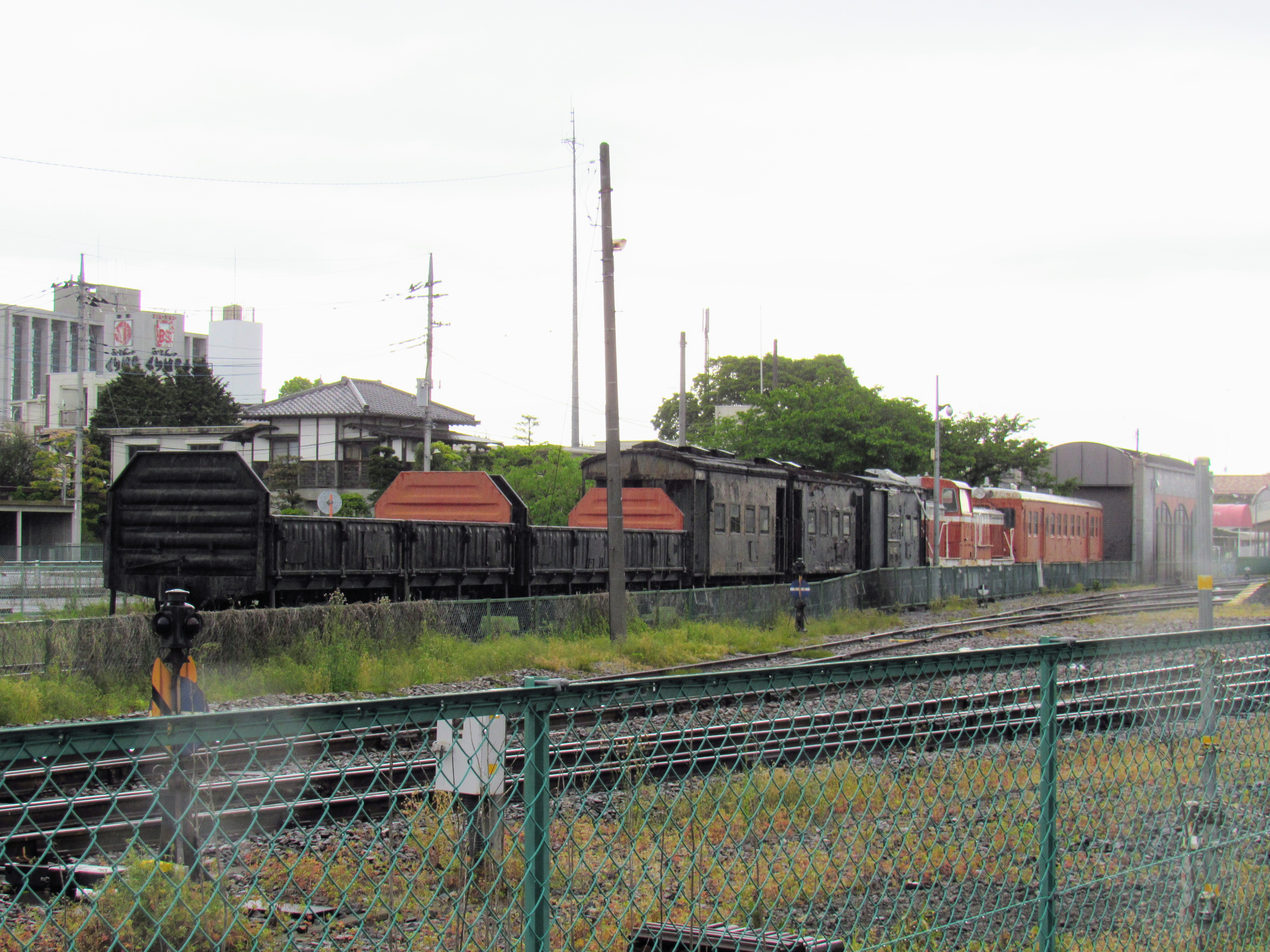
真岡駅まるごとミュージアム

真岡駅西口を入口とし、駅構内西側の側線群、SL格納庫、転車台、展示車に沿った歩道を開放して真岡まるごとミュージアムとしている。

### 保存車
- 国鉄キハ20系気動車：キハ20213
- 国鉄DE10形ディーゼル機関車：DE1095
- 国鉄ヨ5000形貨車
  - ヨ14594
  - ヨ14720
- 国鉄トラ70000形貨車
  - トラ75083
  - トラ75954

その他国鉄ヨ8000形貨車ヨ8016も展示されていたが、SLキューロク館に移設された。

## 駅周辺
- 守鐵社 - 真岡線建設に当たって取り壊された熊野権現、稲荷明神、八幡宮の三つの祠の代替として1923年に建設されたもので、鉄道の守り神としての願いを込めて命名された。駅前広場に面して建っている。
- 栃木県道140号真岡停車場線
- 栃木県立真岡高等学校
- 栃木県立真岡女子高等学校
- 栃木県立真岡工業高等学校
- 真岡市役所
- 福田記念病院
- 真岡郵便局
- 真岡荒町郵便局
- 芳南交通
- 真岡信用組合

## バス路線
関東自動車（宇都宮駅、石橋駅方面）が東口に、真岡市コミュニティバス（いちごバス）が東口・西口に、それぞれ乗り入れている。
かつては関西方面への夜行高速バスが乗り入れていた。

## 隣の駅
真岡鐵道
■真岡線
- 「SLもおか」停車駅

下り 6103列車（「SLもおか」運転日のみ）
久下田駅 → 真岡駅
普通
寺内駅 - 真岡駅 - 北真岡駅